# صابونية
الفصيلة الصابونية أو الصابونيات أو السابندية أو السبندية فصيلة نباتية من رتبة الصابونيات. تضم 140-150 جنساً و1400-2000 نوع منها القيقب والليتشي.